# César Ratti
César Ratti (Rosario, provincia de Santa Fe; 24 de septiembre de 1889 - Buenos Aires, Argentina; 13 de julio de 1944) fue un actor de radio, cine y teatro argentino con una extensa carrera artística.

## Biografía
Hijo de padres inmigrantes milaneses, se crio junto a sus cuatro hermanos (Emilio, Pablo, Clementino y José), se trasladó junto con su familia a Buenos Aires cuando apenas contaba con siete años. A la edad de doce años abandona sus estudios y se dedica enteramente al teatro. Por imposición de su padre aprendió el oficio de relojero y tuvo un reconocido negocio en la calle Cerrito.

## Carrera
César Ratti fue un maestro de actores que trabajó ininterrumpidamente durante 40 años. Junto a su hermano, Pepe Ratti encabezó varias compañías donde presentó populares obras cómicas.
Se inició en la escena teatral a mediados de 1905 en el Teatro Rivadavia, hoy llamado Liceo. Llegó al Teatro Grande de la mano de Jerónimo Podestá con quien estuvo por dos años para luego pasar a trabajar con Emilio Carreras. En 1912, el primer cómico, Florencio Parravicini, lo llevó al Teatro Argentino. En 1914 se sumó a la compañía de Angelina Pagano y Francisco Ducasse. A fines de ese año pasa a la compañía de Roberto Casaux- Salvador Rosich- Arsenio Mary dirigido por Joaquín de Vedia. En 1918 se unió a Lola Membrives con Felisa Mary.
Era un galán cómico, con una gran popularidad que tuvo un gran reconocimiento por parte de la Compañía cómico dramática César Ratti iniciada en 1920. Fue un gran director de teatro que le abrió puertas a grandes del cine, entre ellos, el primer actor Alberto Bello.
A fines de la década del '30 César Ratti emprendió un viaje de descanso que se prolongaría por un año, recorriendo la Costa Azul, Alemania, Italia, España, Bélgica y Oriente.
Además de su incursión en la pantalla grande argentina, también participó en algunos radioteatros, como Juan Cuello de 1940 junto a Angelina Pagano, Pedro Tocci, Blanca Podestá y Luis Arata.

## Vida privada
Casado con la actriz Emma Martínez hasta su deceso, juntos adoptaron un hijo quien llevó su mismo nombre. Posteriormente se casó con la también actriz Chela Cordero.

## Últimos años y fallecimiento
Ya en el ocaso se lo vio disfrazado de mendigo pidiendo limosna para sociedades benéficas en Mar del Plata y en Córdoba. 

"Yo tengo tantas ganas de vivir, que ya no puedo vivir"

 dijo durante una entrevista. Enfermo y deprimido estuvo un año inactivo y cuando volvió se encontró con una sala fría y sin demasiado público. El 13 de junio de 1944 torturado con la idea de no volver a actuar al ver como retiraban su nombre de la marquesina del Apolo, se arrojó desde el décimo piso de su departamento en la calle Corrientes. Sus restos fueron velados frente a ese mismo teatro y descansan en el panteón de actores del Cementerio de la Chacarita. César Ratti tenía 54 años.

### Eponimia
En su homenaje se han nombrado a calles:
- ciudad de Buenos Aires una calle en Corimayo, en el barrio de los artistas y en la Estación Banfield lo recuerda en un mural;
- ciudad de Burzaco calle César Ratti;
- Luján de Cuyo calle César Ratti;
- Mariano Acosta calle César Ratti[2]
- ciudad de Rosario un pasaje lleva su nombre, de norte a sur de calle Parravicini altura 8800/ a 500 m al sur de la Avenida Eva Perón altura del 8800.[3]

## Filmografía
- 1942: Amor último modelo, dir. Roberto Ratti.
- 1938: El hombre que nació dos veces, dir. Oduvaldo Vianna.
- 1937: La virgencita de madera, dir. Sebastián M. Naón.
- 1917: Los habitantes de la leonera.
- 1916: Con los brazos abiertos.

## Teatro
- Almas que luchan (1905), de José León Pagano, en donde reemplazó al actor Enrique Muiño.
- Locos de verano.
- Marcos Severi.
- Cuarteles de invierno (1914).
- La chica del gorro verde (1914)
- El derrumbe del país (1914)
- ¡Te quiero, te adoro! (1914)
- El distinguido ciudadano (1914)
- El movimiento continuo (1915)
- El caballo de bastos (1915)
- El comité de Loma Verde (1918)
- La llegada de Charrúa (1921)
- Negro... y van siete (1921)
- Y muerto el perro... (1921)
- Escríbame una carta, señor cura (1921) de Alberto Ballestero y Domingo Parra.
- Alí Baba y los cincuenta ladrones (1922)
- El bailarín del cabaret (1922)
- El taita del triunvirato (1922)
- Despertate Cipriano (1922)
- Capaz de montar un potro y sofrenarlo en la luna
- La carabina de Ambrosio
- El café de marsellés
- ¡Chanta cuatro!
- El debut de Panchito
- Mandinga o el 80 en el desierto
- El vendedor de cabezas
- Un autor en busca de seis personajes (1924)
- El diamante verde o Las aventuras de Plumita (1924)
- El valor de la vida (1925)
- Agencia matrimonial (1926), de Emilio Bastida.
- Maldito Cabaret (o Cachito Patotero) (1926).
- Metejón, berretín y Cía (1928), sainete en 3 cuadros.
- Yo quiero ser torero (1931), estrenada en el T. Apolo.
- La hermana Josefína (1939)
- La novia perdida (1941)
- Lo mejor del pueblo (1944), de Claudio Martínez Payva, estrenada en el Apolo.
- La virgencita de Copacabana (1944).
- Una novia, una casa y cien mil pesos (1944).